# Compromesso del Connecticut

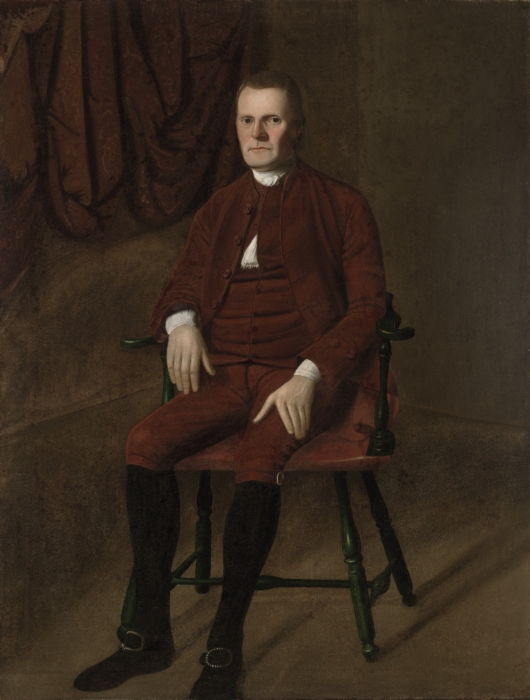
Ritratto di Roger Sherman, autore dell'accordo

Il Compromesso del Connecticut, anche conosciuto come Grande Compromesso del 1787 o Compromesso Sherman fu un accordo raggiunto durante la Convenzione di Filadelfia del 1787 che in parte definì la struttura legislativa e la rappresentanza che ogni stato avrebbe avuto secondo la Costituzione degli Stati Uniti d'America. Venne mantenuto un Parlamento bicamerale, come proposto da Roger Sherman, insieme alla rappresentanza proporzionale alla popolazione degli stati nella camera bassa, la Camera dei rappresentanti, e si delineò una camera alta, o Senato, con rappresentanza eguale tra tutti gli stati, con due membri del Senato per ogni stato.

## Contesto
Il 29 maggio 1787 Edmund Randolph della delegazione della Virginia propose la creazione di un'assemblea legislativa bicamerale. Secondo la sua proposta, nota come Piano della Virginia o Randolph, i membri di entrambe le Camere sarebbero stati assegnati a ciascun stato in proporzione alla sua popolazione. I candidati per la camera bassa sarebbero stati nominati ed eletti dai cittadini di ogni stato, mentre i candidati per la camera alta sarebbero stati nominati dalle assemblee legislative statali e poi eletti dai membri della Camera bassa.
Gli stati meno popolosi, come il Delaware, temevano che tale accordo potesse far diminuire la propria influenza e che i propri interessi sarebbero stati sovrastati da quelli degli stati più grandi. Molti delegati pensavano anche che la Convenzione non avesse l'autorità di modificare radicalmente gli Articoli della Confederazione, come il Piano della Virginia avrebbe in effetti fatto. In risposta a questo, il 15 giugno 1787, William Paterson della delegazione del New Jersey propose una legislatura consistente di una singola camera; ogni stato avrebbe avuto pari numero di membri in questa camera, a prescindere dalla popolazione. Il Piano del New Jersey, come fu chiamato, avrebbe mantenuto in vigore gli Articoli della Confederazione, ma li avrebbe modificati per accrescere i poteri del Congresso.
All'epoca della Convenzione, il Sud cresceva più velocemente del Nord, e gli stati meridionali erano quelli più interessati alle rivendicazioni sui territori occidentali. La Carolina del Sud, la Carolina del Nord e la Georgia erano di piccole dimensioni negli anni 1780, ma si attendevano una forte crescita, pertanto erano favorevoli alla rappresentanza proporzionale. Lo stato di New York era uno dei maggiori stati all'epoca, ma due dei suoi tre rappresentanti (Alexander Hamilton fu l'eccezione) sostenevano la rappresentazione egualitaria per ogni stato, per poter garantire la massima autonomia degli stati.
James Madison e Hamilton furono due dei leader del gruppo che sosteneva la rappresentanza proporzionale. Madison sosteneva che fosse irrealistica una cospirazione degli stati maggiori contro quelli minori, dato che gli stati più grandi erano molto diversi l'uno dall'altro. Hamilton pensava che gli stati fossero entità artificiali, costituiti da individui, e accusava i rappresentanti degli stati più piccoli di volere solo maggiore potere e non libertà. Dal canto loro, i rappresentanti degli stati minori pensavano che gli stati avessero in effetti pari status legale, e che la rappresentanza proporzionale sarebbe stata sfavorevole per i loro stati. Gunning Bedford Jr. del Delaware, per conto degli stati più piccoli, minacciò che "gli stati piccoli avrebbero trovato qualche potenza straniera con maggiore onore e buona fede, che li avrebbe presi per mano e garantito giustizia". Elbridge Gerry ridicolizzò la rivendicazione di sovranità degli stati più piccoli,  affermando "che non siamo mai stati stati indipendenti, non lo eravamo e non potremo mai esserlo per i principi della Confederazione. Gli stati e coloro che li difendono sono stati intossicati dall'idea della loro sovranità".
Il 19 giugno 1787 i delegati rigettarono il Piano del New Jersey e votarono per procedere con una discussione sul Piano della Virginia. Gli stati minori divennero sempre più scontenti, e alcuni minacciarono di ritirarsi. Il 2 luglio 1787 la Convenzione era bloccata sulla concessione di un numero eguale di membri ad ogni stato nella camera alta, con cinque stati a favore, cinque contro e uno diviso a metà.

## Compromesso
Il problema fu sottoposto a una commissione composta da un delegato per ogni stato, per raggiungere un compromesso. Il 5 luglio 1787, la commissione presentò il suo rapporto, che divenne la base per il "Grande Compromesso" della Convenzione. Il rapporto raccomandava che nella camera alta ogni stato avesse un voto uguale e nella camera bassa ogni stato avesse un rappresentante ogni 40 000 abitanti; ai fini del calcolo della popolazione, contavano i cittadini liberi e solo i tre quinti della popolazione schiavizzata. Inoltre, i progetti di legge finanziari avrebbero dovuto avere origine nella camera bassa e non avrebbero dovuto essere soggetti a emendamenti da parte della camera alta.
Sherman si schierò con la legislatura bicamerale del Piano della Virginia, ma propose "che la proporzione del suffragio nella prima camera fosse proporzionale al rispettivo numero di abitanti liberi; e che nella seconda camera, o Senato, ogni Stato avesse un voto e non di più". Quello che alla fine fu incluso nella Costituzione fu una versione modificata di questa proposta, in parte perché non era gradito agli stati più grandi. In commissione, Benjamin Franklin modificò la proposta di Sherman per renderla più accettabile agli stati maggiori, e aggiunse il requisito che le leggi sulle entrate fiscali avrebbero dovuto originarsi nella Camera.
James Madison della Virginia, Rufus King del Massachusetts e Gouverneur Morris della Pennsylvania si opposero con forza al compromesso, poiché avrebbe reso il Senato simile al Congresso della confederazione. Per i nazionalisti, il voto della Convenzione a favore del compromesso rappresentò una battuta d'arresto. il 23 luglio trovarono tuttavia un modo per portare avanti la loro visione di un Senato prestigioso e indipendente: poco prima che il lavoro della Convenzione venisse affidato al Comitato di Dettaglio, Morris e King proposero che ai rappresentanti degli stati al Senato venissero assegnati voti individuali, anziché votare in blocco, come era stato fatto nel Congresso della Confederazione. Oliver Ellsworth, uno dei principali sostenitori del Compromesso del Connecticut, appoggiò la loro mozione e la Convenzione raggiunse il compromesso.
Dopo sei settimane di scontri, il 16 luglio 1787 la Carolina del Nord passò sul fronte favorevole alla rappresentanza paritaria per gli stati; la delegazione del Massachusetts era ancora divisa e si giunse a un compromesso con un voto degli stati 5 contro 4. A ogni stato fu assegnata pari rappresentanza, secondo quanto prevedeva in precedenza il Piano del New Jersey, in una Camera del Congresso, e rappresentanza proporzionale, precedentemente nota come Piano della Virginia, nell'altra. Alla Camera dei Rappresentanti fu conferito il potere di emanare tutta la legislazione riguardante il bilancio federale, le entrate e tasse, in base alla Clausola di Originazione.
Poiché la Convenzione aveva precedentemente accettato la proposta del Piano della Virginia, che prevedeva mandati lunghi per i senatori, ripristinare quel piano (basato su senatori dotati di potere individuale) impedì al Senato di diventare una solida garanzia del federalismo. I governi statali persero il loro potere decisionale diretto nelle decisioni del Congresso in materia di leggi nazionali. Poiché i senatori influenti ottennero mandati molto più lunghi rispetto ai legislatori statali che li avevano eletti, essi divennero sostanzialmente indipendenti. Il compromesso continuò a favorire gli interessi personali dei leader politici dei piccoli stati, ai quali fu garantito l'accesso a più seggi al Senato di quanti ne avrebbero altrimenti ottenuti.

## Costituzione
La rappresentanza al Senato è stata esplicitamente citata nell'Articolo 5 della Costituzione:
Questo accordo permise ai lavori di continuare e portò al compromesso dei tre quinti, che complicò ulteriormente il tema della rappresentanza popolare alla Camera.